# Caballerorhynchus lamothei
Caballerorhynchus lamothei är en hakmaskart som beskrevs av Salgado-maldonado 1977. Caballerorhynchus lamothei ingår i släktet Caballerorhynchus och familjen Cavisomidae. Inga underarter finns listade i Catalogue of Life.